# Wahlkreis Remagen/Sinzig
Der Wahlkreis Remagen/Sinzig (Wahlkreis 13) ist ein Landtagswahlkreis im Landkreis Ahrweiler in Rheinland-Pfalz. Er umfasst die verbandsfreien Gemeinden Remagen und Sinzig sowie die Verbandsgemeinden Bad Breisig und Brohltal.

## Wahl 2021
Für die Landtagswahl 2021 traten folgende Kandidaten an:
| Direktkandidaten                  | Partei           | Wahlkreisstimmen in % | Landesstimmen in % |
| --------------------------------- | ---------------- | --------------------- | ------------------ |
| Susanne Müller                    | SPD              | 23,8                  | 33,5               |
| Petra Schneider                   | CDU              | 32,7                  | 30,2               |
| Ingo Nawa                         | AfD              | 06,1                  | 06,4               |
| Martin Thormann                   | FDP              | 06,5                  | 05,5               |
| Stefani Jürries                   | Grüne            | 12,2                  | 10,1               |
| Michael Lüdtke                    | Die Linke        | 02,8                  | 02,2               |
| Reiner Friedsam                   | Freie Wähler     | 15,8                  | 07,0               |
| –                                 | Piraten          | –                     | 00,5               |
| –                                 | ÖDP              | –                     | 00,7               |
| –                                 | Klimaliste       | –                     | 00,5               |
| –                                 | Die PARTEI       | –                     | 01,0               |
| –                                 | Tierschutzpartei | –                     | 01,5               |
| –                                 | Volt             | –                     | 00,9               |
| Wahlberechtigte: 50.503 Einwohner |                  |                       |                    |
| Wahlbeteiligung: 61,8 %           |                  |                       |                    |

## Wahl 2016
Die Ergebnisse der Wahl zum 17. Landtag Rheinland-Pfalz vom 13. März 2016:
| Direktkandidaten                  | Partei    | Wahlkreisstimmen | Landesstimmen |
| --------------------------------- | --------- | ---------------- | ------------- |
| Marcel Hürter                     | SPD       | 31,4 %           | 31,9 %        |
| Guido Ernst                       | CDU       | 38,6 %           | 37,3 %        |
| Nicole Besic-Molzberger           | GRÜNE     | 10,2 %           | 6,6 %         |
| Ulrich Van Bebber                 | FDP       | 6,8 %            | 6,3 %         |
| Winfried Heinzel                  | DIE LINKE | 3,1 %            | 2,5 %         |
| Rainer Koch                       | AfD       | 9,9 %            | 10,6 %        |
| –                                 | Sonstige  | –                | 4,8 %         |
| Wahlberechtigte: 50.283 Einwohner |           |                  |               |
| Wahlbeteiligung: 66,8 %           |           |                  |               |

## Wahl 2011
Die Ergebnisse der Wahl zum 16. Landtag Rheinland-Pfalz vom 27. März 2011:
| Direktkandidaten                  | Partei       | Wahlkreisstimmen | Landesstimmen |
| --------------------------------- | ------------ | ---------------- | ------------- |
| Beate Reich                       | SPD          | 30,2 %           | 29,1 %        |
| Guido Ernst                       | CDU          | 42,4 %           | 41,0 %        |
| Jessica Frömbgen                  | FDP          | 5,8 %            | 4,4 %         |
| Eveline Lemke                     | GRÜNE        | 18,0 %           | 17,9 %        |
| Harald Jürgensonn                 | DIE LINKE    | 3,6 %            | 2,8 %         |
| –                                 | Freie Wähler | –                | 1,7 %         |
| –                                 | Sonstige     | –                | 3,1 %         |
| Wahlberechtigte: 49.989 Einwohner |              |                  |               |
| Wahlbeteiligung: 59,3 %           |              |                  |               |

- Direkt gewählt wurde Guido Ernst (CDU).[5]
- Beate Reich (SPD) wurde über die Landesliste (Listenplatz 26) gewählt.[7]
- Nicole Müller-Orth (GRÜNE) (Listenplatz 19; Direktkandidatin im Wahlkreis Andernach) nahm als „Nachrückerin“ einen Sitz im Landtag ein, nachdem Eveline Lemke als Wirtschaftsministerin auf ihren Sitz (Listenplatz 1; Wahlkreis Remagen/Sinzig) im Parlament verzichtet hatte.[7][8]

## Wahl 2006
Die Ergebnisse der Wahl zum 15. Landtag Rheinland-Pfalz vom 26. März 2006:
| Direktkandidaten                  | Partei   | Wahlkreisstimmen | Landesstimmen |
| --------------------------------- | -------- | ---------------- | ------------- |
| Beate Reich                       | SPD      | 37,3 %           | 40,3 %        |
| Guido Ernst                       | CDU      | 46,5 %           | 40,0 %        |
| Peter Marhöfer                    | FDP      | 7,9 %            | 7,7 %         |
| Karin Keelan                      | GRÜNE    | 6,0 %            | 4,4 %         |
| Michaela Schopp                   | WASG     | 2,4 %            | 2,1 %         |
| –                                 | Sonstige | –                | 5,5 %         |
| Wahlberechtigte: 49.523 Einwohner |          |                  |               |
| Wahlbeteiligung: 56,4 %           |          |                  |               |

- 2006 wurde Guido Ernst (CDU) aus Bad Breisig direkt gewählt.[11] Er ist seit 1996 Mitglied des Landtags.
- Bernd Lang (SPD) aus Bad Breisig war von 2006 bis 2011 als „Nachrücker“ von Beate Reich,[11] die über die Landesliste (Listenplatz 31) in den Landtag gewählt wurde, Mitglied des Landtags.

## Wahlkreissieger
| Wahl | Name             | Partei | Stimmenanteil |
| ---- | ---------------- | ------ | ------------- |
| 1991 | Gerhard Steffens | CDU    | 49,2 %        |
| 1996 | Guido Ernst      | CDU    | 48,7 %        |
| 2001 | Guido Ernst      | CDU    | 47,5 %        |
| 2006 | Guido Ernst      | CDU    | 46,5 %        |
| 2011 | Guido Ernst      | CDU    | 42,4 %        |
| 2016 | Guido Ernst      | CDU    | 38,6 %        |
| 2021 | Petra Schneider  | CDU    | 32,7 %        |